# Behm
Behm (справжнє імʼя Рита Мáркетта Бем (фін. Rita Marketta Behm), нар. 26 жовтня 1994 року, Голлола, Фінляндія) — фінська співачка та авторка пісень, яка використовує у якості творчого псевдоніму власне прізвище. Вона самостійно пише музику до своїх пісень, а також створила низку композицій для інших виконавців.

## Карʼєра
Наприкінці 2016 року Рита Бем була обрана серед 90 заявників для участі у музичному таборі для молоді, організованому фінським рок-гуртом Apulanta. Її метою була можливість писати пісні для інших виконавців. Під час участі у таборі вона познайомилася з іншою співачкою на імʼя Елла-Ноора Коугіа і згодом створила з нею дует Behm & Ellis, який у 2017 році виступив на одному з етапів шоу Uuden Musiikin Kilpailu. 
У тому самому році Рита уклала контракт з лейблом звукозапису M-Eazy Music та виконала приспів у спільному з виконавцем Pikku G синглі Solmussa. Композиція протягом чотирьох перших тижнів після виходу очолювала офіційний чарт синглів у Фінляндії, а протягом інших восьми тижнів перебувала у його топі.
У 2018 році співачка уклала контракт з лейблом Warner Music Finland. Перший її власний сингл, Hei rakas, вийшов 20 вересня 2019 року; Рита сама написала до нього слова та музику. За чотири тижні композиція очолила офіційний чарт синглів і всього перебувала в топі протягом девʼяти тижнів. На початку 2020 року вона стала першою і у радіочартах та перебувала на цій позиції протягом десяти тижнів. У березні того ж року Behm випустила свій другий сингл Tivolit,, а у липні — третій сингл Frida.
У вересні 2020 року виходить другий альбом Behm під назвою Draaman kaari viehättää, який став платиновим ще до свого виходу та всі 10 композицій якого очолили топ-14 у фінському Spotify одразу ж у перший день. Протягом першого тижня після випуску альбом був прослуханий більше 2,2 млн разів і таким чином став найпрослуховуванішим дебютним альбомом станом на перші вихідні після випуску в історії фінської музичної індустрії. Також він у перший же тиждень очолив чарт Suomen virallinen lista та залишався на цій позиції протягом наступних пʼяти тижнів. Альбом став двічі платиновим у жовтні 2020 року, тричі платиновим на початку 2021 року та чотири рази платиновим у листопаді 2021 року. Окрім цього, він став найбільш продаваним альбомом Фінляндії як у 2020, так і у 2021 роках.
11 лютого 2022 року Behm випустила перший сингл зі свого другого альбому, що мав назву Ethän tarkoittanut sitä. Другий сингл з альбому, Sata vuotta, вийшов 13 січня 2023 року. Другий альбом Behm, Merkittävät erot, вийшов 22 вересня 2023 року.

## Нагороди
У 2020 році Behm отримала шість номінацій на премію Emma Awards: найкращий виконавець року, прорив року, найкращий альбом року, найкраща пісня року, найкраща поп-композиція та найкращий виконавець року за версією глядацького голосування. 
У 2021 році співачка під час нагородження на церемонії Iskelmä Gaala перемогла у номінаціях «Прорив року», «Найкраща виконавиця року» та «Найкращий альбом року» (Draaman kaari viehättää), а її сингл Hei rakas став хітом року. На першому ж своєму нагородженні премією Emma Awards у тому ж році співачка здобула сім нагород: найкращий виконавець року, найкращий альбом року, прорив року, найкраща пісня року (Hei rakas), найкраща поп-композиція року, премію глядацького голосування за найкращого вітчизняного виконавця року та найбільш продаваний вітчизняний альбом року, тим самим досягши рекорду співачки Єнні Вартіайнен у 2011 році.
У 2022 році Behm отримала премію Emma Awards за найбільш продаваний вітчизняний альбом року (Draaman kaari viehättää).

## Особисте життя
У дитинстві Рита протягом кількох років відвідувала уроки гри на фортепіано, але ніколи не вчила ноти і досі грає на фортепіано на слух. Окрім цього, вона ніде більше не навчалася музики і є музикантом-самоучкою.
За освітою Рита є кухаркою; вона працювала баристою до весни 2020 року.
З 2022 по 2023 рік була заручена з фінським письменником Мікі Ліукконеном.

## Дискографія

### Студійні альбоми
- Draaman kaari viehättää (2020)

- Merkittävät erot (2023)

### Сингли
| Назва                                    | Рік  | Альбом                  |
| ---------------------------------------- | ---- | ----------------------- |
| Hei rakas                                | 2019 | Draaman kaari viehättää |
| Tivolit                                  | 2020 | Draaman kaari viehättää |
| Frida                                    | 2020 | Draaman kaari viehättää |
| Lupaan                                   | 2020 | Draaman kaari viehättää |
| Ethän tarkoittanut sitä                  | 2022 | Merkittävät erot        |
| Sata vuotta                              | 2023 | Merkittävät erot        |
| Viimeinen tanssi (feat. Olavi Uusivirta) | 2023 | Merkittävät erot        |

### У якості запрошеної артистки
| Рік  | Виконавець  | Назва            | Джерело |
| ---- | ----------- | ---------------- | ------- |
| 2017 | Pikku G     | Solmussa         | [ 17 ]  |
| 2018 | Ollie       | Valot            | [ 45 ]  |
| 2018 | edi         | Pahoja tapoja    | [ 46 ]  |
| 2019 | Keko Salata | Vanha            | [ 13 ]  |
| 2019 | Keko Salata | Tavallinen       | [ 13 ]  |
| 2021 | Cledos      | Life (Sun luo)   | [ 47 ]  |
| 2024 | Ege Zulu    | Tunnista tuntiin | [ 48 ]  |